# Liste de jardiniers et botanistes du siècle des Lumières

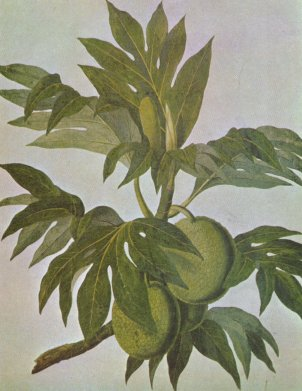
Arbre à pain (Artocarpus altilis) Une plante très recherchée au Siècle des Lumières
Peinture de John Miller.

L'Âge des découvertes, également connu comme l'Âge de l'exploration, est une période de l'Histoire allant du début du XVe au XVIIe siècle pendant laquelle les nations européennes se lancent dans une exploration intensive du monde, établissent des contacts directs avec l'Afrique, les Amériques, l'Asie et l'Océanie, et cartographient la planète. Les aspects scientifiques étaient à l'époque secondaires et les voyages d'exploration principalement motivés par des intérêts économiques. En quête d'or, d'argent et d'épices, les navigateurs portugais et espagnols ouvrent de nouvelles routes commerciales vers l'Indes.
L'Âge des découvertes sera suivi, à la fin du XVIIIe siècle et au début du XIXe siècle par le Siècle des Lumières (également connu comme l'Âge de la Raison) une période marquée par les découvertes scientifiques avec une forte croyance dans le pouvoir de la raison qui devait être la source de la légitimité et de l'autorité. L'engouement pour les sciences et la curiosité intellectuelle de l'époque se traduisent par de nombreux voyages d'exploration scientifique autour du monde, facilités par les innovations technologiques au nombre desquelles le théodolite, l'octant, les chronomètres de précision, ainsi que des améliorations des boussoles, télescopes, et en général dans les techniques de construction navale. Les naturalistes, parmi lesquels des botanistes et des zoologistes, faisaient partie de ces voyages et les découvertes n'étaient pas seulement compilées dans leurs journaux de bord mais également illustrées par des peintres et des dessinateurs embarqués.
Parmi les naturalistes de ces voyages d'exploration scientifiques figuraient des jardiniers-botanistes. Leur rôle était de collecter, transporter, cultiver et diffuser des plantes présentant un intérêt économique. Ils travaillaient aux côtés des naturalistes lors de ces expéditions, principalement comme assistants botanistes, récoltant des plantes vivantes et des graines, ainsi que des spécimens pour les herbariums. Ces jardiniers et botanistes tenaient des journaux dans lesquels ils annotaient et faisaient des observations sur la végétation des lieux visités pendant leur voyage. Leurs connaissances d'horticulteur-jardiniers étaient souvent combinées avec une connaissance de la botanique. Les jardiniers-botanistes étaient d'une importance fondamentale pour le transport autour du monde des plantes ornementales nouvellement découvertes et destinées aux résidences des puissantes familles européennes, ainsi que des céréales, des épices, arbre à pain, café, quinine, caoutchouc et d'autres denrées économiquement importantes, une tâche importante nécessitant la construction de caisses et d'équipement tels que la Caisse de Ward. Le rôle secondaire de ces jardiniers les plaça dans l'ombre des botanistes qu'ils accompagnaient. Les naturalistes de ces expéditions jouissaient en général des mêmes privilèges que les officiers — tel que le fait de dîner avec la capitaine et de bénéficier d'un certain confort avec des cabines individuelles ; en contraste, les jardiniers étaient relégués dans les dortoirs communs avec l'équipage. Les plus célèbres jardiniers-botanistes étaient envoyés du Château de Schönbrunn à Vienne, mais principalement Jardin du Roi à Paris (jardin qui deviendra après la Révolution française le Jardin des plantes et le Muséum national d'histoire naturelle) et les Jardins botaniques royaux de Kew à Londres, la France et la Grande-Bretagne cherchant à étendre leurs empires coloniaux et leur influence sur les mers.

## Jardiniers envoyés par André Thouin, des Jardins du Roi
Pendant le Siècle des Lumières, la France et la Grande-Bretagne mettent sur pied des programmes d'introduction de plantes pour déterminer le potentiel économique des plantes mais également comme source de nourriture pour leurs colonies. À Paris, la mise en œuvre de ces projets fut confiée au jardinier en chef du Jardin du Roi, André Thouin, qui ordonna de procéder à un inventaire des plantes, aussi bien natives qu'exotiques, dans chaque colonie, et à la mise en place d'un système d'échange réciproque entre les colonies – le tout sous le contrôle des jardins à Paris. Une partie de ce programme constituait à envoyer des horticulteurs et botanistes en formation (élève-botanistes et élève-jardiniers) prendre part à des voyages d'exploration scientifique.
- Joseph Martin (fl.1788–1826) un jardinier qui travailla au Jardin du Roi à Paris. Il est envoyé par Thouin récolter des plans à l'isle de France,où il travaille avec Nicolas Céré, Madagascar, au Cap et dans les Caraïbes.
- Jean Nicolas Collignon (1762–?1788) jardinier de l'expédition de La Pérouse dans les mers du sud, 1785–1788, sur le navire amiral La Boussole.
- Pierre-Paul Saunier (en) (1751–1818) jardinier français qui, en 1785, accompagne le botaniste André Michaux en Amérique du Nord où il participe à l'établissement d'un jardin pour le compte du Roi de France.
- Félix Delahaye (1767–1829) jardinier français qui sert avec La Billardière lors de l'expédition d'Entrecasteaux (1791–93) envoyée par l'Assemblée constituante à la recherche de La Pérouse, dont on était sans nouvelles depuis trois ans.
- Anselme Riedlé (1775–1801) jardinier français qui prit part à l'expédition scientifique commandée par Nicolas Baudin (1800–1804) sur les corvettes Le Géographe et Le Naturaliste pour cartographier les côtes de la Nouvelle-Hollande (Australie), réaliser des observations scientifiques et récolter des spécimens d'histoire naturelle. Il est le jardinier en chef d'une équipe de cinq jardiniers pendant cette expédition.
- Antoine Sautier (?–1801) jardinier assistant qui prit part à l'expédition scientifique commandée par Nicolas Baudin (1800–1804) sur les corvettes Le Géographe et Le Naturaliste pour cartographier les côtes de la Nouvelle-Hollande (Australie), réaliser des observations scientifiques et récolter des spécimens d'histoire naturelle. Il faisait partie de l'équipe de cinq jardiniers dirigée par Anselme Riedlé. Il meurt en mer le 15 novembre 1801.
- Antoine Guichenot (fl. 1801–1817) jardinier assistant qui prit part à l'expédition scientifique commandée par Nicolas Baudin (1800–1804) sur la corvette Le Naturaliste pour cartographier les côtes de la Nouvelle-Hollande (Australie), réaliser des observations scientifiques et récolter des spécimens d'histoire naturelle. Il faisait partie de l'équipe de cinq jardiniers dirigée par Anselme Riedlé. Il survécu à l'expédition et servit sous les ordres de Louis de Freycinet lors de son voyage en 1817.
- Jean-François Cagnet (1756-?) jardinier assistant qui prit part à l'expédition scientifique commandée par Nicolas Baudin (1800–1804) sur la corvette Le Naturaliste destinée à explorer la Nouvelle-Hollande (Australie). Il était, avec le jardinier Merlot, l'un des deux jardiniers emmenés par le botaniste André Michaux et débarqua aveccelui-ci à l'isle de France [6].
- George Samuel Perrottet (1793–1870) botaniste et horticulteur français, d'origine suisse, du Jardin des Plantes. En 1819-21, il est embauché comme naturaliste-jardinier sur l'expedition commandée par le capitaine Pierre Henri Philibert. Les missions assignées à Perottet consistaient à collecter des plantes à La Réunion, à Java, aux Philippines pour replanter et cultiver la Guyane.

## Jardiniers envoyés parSirJoseph Banksdes Jardins botaniques royaux de Kew
- Francis Masson (1741–1805) botaniste et jardinier écossais, il est le premier chasseur de plantes des Jardins de Kew; envoyé par le fraichement nommé Sir Joseph Banks il navigua avec James Cook sur le HMS Resolution en Afrique du Sud, qu'il atteint en octobre 1772. Il y reste jusqu'en 1775 avant d'être renvoyé en Angleterre avec plus de 500 espèces de plantes. En 1776, il se rend à Madère, dans les îles Canaries, dans les Açores et dans les Antilles. En 1783, il récolte des plantes au Portugal et en janvier 1786 il retourne en Afrique du Sud jusqu'en mars 1795.
- David Nelson (en) (?–1789) collecteur botanique et horticulteur lors du troisième voyage de Cook, 1776–1779, et sur le HMS Bounty (1787–1789) sous les ordres de William Bligh.
- Peter Good (en) (?–1802) assistant de Robert Brown, le botaniste lors du Voyage de Matthew Flinders en Terra Australis (1801–1803).

## Jardiniers des Jardins botaniques d’Édimbourg
- William Milne (?-1866) un des jardiniers écossais du Jardin botanique royal d'Édimbourg qui, en 1852, prend part à l'expédition dans le sud-ouest du Pacifique à bord du HMS Herald, en tant que botaniste. L'expédition visite, inter alia, l'île Lord Howe, la Nouvelle-Galles du Sud, et l'Australie-Occidentale. Milne était accompagnée par son collègue botaniste, l'écossais John MacGillivray qui dut quitter l'expédition en 1855 après avoir été renvoyé à la suite d'une dispute avec le capitaine Henry Denham.

## Jardiniers envoyés du château de Schönbrunn à Vienne
- Franz Boos (1753–1832) jardinier autrichien au château de Schönbrunn, à Vienne, et collecteur de spécimens d'histoire naturelle pour l'empereur Joseph II d'Autriche, qui régna de 1765 à 1790. Boos prit part à deux expéditions scientifiques au nom de l'Empereur, le premier en Amérique et aux Caraïbes (1783–1785), et le second au cap de Bonne-Espérance à l'île Bourbon et à l'isle de France, où il travaille avec Nicolas Céré au jardin royal de Pamplemousses (1786–1788).
- Georg Scholl (fl. 1786) jardinier au château de Schönbrunn, à Vienne, envoyé par l'empereur Joseph II d'Autriche comme assistant de Franz Boos pour récolter des spécimens pour le jardin royal et le Cabinet lors d'un voyage d'exploration au Cap de Bonne-Espérance.

## Source
- (en) Cet article est partiellement ou en totalité issu de l’article de Wikipédia en anglais intitulé « List of gardener-botanist explorers of the Enlightenment » (voir la liste des auteurs).